# Phân cấp hành chính Tanzania
Năm 1972, chính quyền địa phương trên đất liền bị bãi bỏ và thay thế bằng sự cai trị trực tiếp của chính quyền trung ương. Tuy nhiên, chính quyền địa phương được đưa vào hoạt động trở lại vào đầu những năm 1980, khi các hội đồng nông thôn và chính quyền nông thôn được thành lập lại. Các cuộc bầu cử chính quyền địa phương diễn ra vào năm 1983, và các hội đồng hoạt động bắt đầu vào năm 1984. Năm 1999, một Chương trình Cải cách Chính quyền Địa phương được Quốc hội ban hành , đặt ra "một chương trình nghị sự toàn diện và đầy tham vọng ... bao gồm bốn lĩnh vực: phân cấp chính trị, tài chính phân quyền, phân quyền hành chính và các mối quan hệ giữa trung ương và địa phương đã thay đổi, với việc chính quyền đại lục được phân quyền trong khuôn khổ của Hiến pháp.

Hành chính Tanzania

## Phân cấp hành chính cấp một (Vùng)
Tính đến năm 2016, Tanzania được chia thành 31 khu vực (mkoa),  hai mươi sáu trên đất liền và năm ở Zanzibar (ba ở Unguja và hai ở Pemba)

### Danh sách các vùng
| 1  | Tanzania                     | Dodoma             | 947.303         | 44.928.923 |
| Số | Tên                          | Thủ phủ            | Diện tích (km2) | Dân số     |
| 2  | Tabora                       | Tabora             | 76.151          | 2.291.623  |
| 3  | Morogoro                     | Morogoro           | 70.799          | 2.218.492  |
| 4  | Lindi                        | Lindi              | 67.000          | 864.652    |
| 5  | Ruvuma                       | Songea             | 63.498          | 1.376.891  |
| 6  | Singida                      | Singida            | 49.341          | 1.370.637  |
| 7  | Katavi                       | Mpanda             | 45.843          | 564.604    |
| 8  | Manyara                      | Babati             | 46.359          | 1.425.131  |
| 9  | Arusha                       | Arusha             | 33.809          | 1.694.310  |
| 10 | Kigoma                       | Kigoma             | 25.265          | 1.708.548  |
| 11 | Mbeya                        | Mbeya              | 35.954          | 1.708.548  |
| 12 | Iringa                       | Iringa             | 56.864          | 1.495.333  |
| 13 | Pwani                        | Kibaha             | 32.407          | 1.098.668  |
| 14 | Songwe                       | Vwawa              | 27.656          | 998.862    |
| 15 | Tanga                        | Tanga              | 26.667          | 2.045.205  |
| 16 | Kagera                       | Bukoba             | 28.388          | 2.033.888  |
| 17 | Simiyu                       | Bariadi            | 25.212          | 1.584.157  |
| 18 | Rukwa                        | Sumbawanga         | 68.635          | 1.0004.539 |
| 19 | Mara                         | Musoma             | 19.566          | 1.368.602  |
| 20 | Njombe                       | Njombe             | 21.347          | 702.097    |
| 21 | Geita                        | Geita              | 20.054          | 1.739.530  |
| 22 | Shinyanga                    | Shinyanga          | 50.781          | 2.805.580  |
| 23 | Kilimanjaro                  | Moshi              | 13.309          | 1.640.087  |
| 24 | Mtwara                       | Mtwara             | 16.710          | 1.270.854  |
| 25 | Mwanza                       | Mwanza             | 9.467           | 2.942.148  |
| 26 | Dar es Salaam                | Dar es Salaam      | 1.393           | 4.364.541  |
| 27 | Nam Unguja (Nam Zanzibar)    | Koani              | 854             | 115.588    |
| 28 | Bắc Pemba                    | Wete               | 574             | 186.013    |
| 29 | Bắc Unguja (Bắc Zanzibar)    | Mkokotoni          | 470             | 136.953    |
| 30 | Nam Pemba                    | Chake-Chake        | 332             | 176.153    |
| 31 | Tây Unguja (Mjini Magharibi) | Thành phố Zanzibar | 230             | 593.678    |
| 32 | Dodoma                       | Dodoma             | 41.311 km2      | 2.083.588  |

### Tổng quát
- Vùng lớn nhất: Vùng Tabora
- Vùng nhỏ nhất: Vùng Mjini Magharibi
- Vùng đông dân nhất: Vùng Dar es Salaam
- Vùng ít dân nhất: Vùng Nam Pemba

## Phân cấp hành chính thứ 2 (Quận)
Tính đến năm 2021, Tanzania có tổng cộng 184 quận

### Danh sách các quận

Quốc kỳ Tanzania

- Trung tâm

- Vùng Dodoma: 8 quận
- Vùng Singida: 7 quận
- Vùng Tabora: 8 quận
- Bờ biển

- Vùng Dar es Salaam: 5 quận
- Vùng Lindi: 6 quận
- Vùng Morogoro: 9 quận
- Vùng Mtwara: 9 quận
- Vùng Pwani: 8 quận
- Hồ

- Vùng Kagera: 8 quận
- Vùng Kigoma: 8 quận
- Vùng Geita: 6 quận
- Vùng Mara: 9 quận
- Vùng Mwanza: 8 quận
- Vùng Shinyanga: 6 quận
- Vùng Simiyu: 6 quận
- Bắc

- Vùng Arusha: 7 quận
- Vùng Kilimanjaro: 7 quận
- Vùng Manyara: 7 quận
- Vùng Tanga: 11 quận
- Nam

- Vùng Iringa: 5 quận
- Vùng Katavi: 5 quận
- Vùng Mbeya: 7 quận
- Vùng Njombe: 6 quận
- Vùng Rukwa: 4 quận
- Vùng Ruvuma: 8 quận
- Vùng Songwe: 5 quận
- Zanzibar

- Vùng Mjini Magharibi: 2 quận
- Vùng Bắc Unguja: 2 quận
- Vùng Nam Unguja: 2 quận
- Vùng Bắc Pemba: 2 quận
- Vùng Nam Pemba: 2 quận

### Tổng quát
- Vùng nhiều quận nhất: Tanga
- Vùng ít quận nhất: Tất cả các vùng ở Zanzibar

## Đơn vị hành chính cấp 3 (Phường)
Làng là cơ cấu hành chính thấp nhất của chính quyền ở cấp cộng đồng. Trong một khu vực đô thị, một cụm (mtaa) có thể bao gồm một số đường phố. Phường (kata) là một cấu trúc hành chính cho một thị trấn hoặc một phần của thị trấn lớn hơn (các phường đô thị). Các phường nông thôn bao gồm một số làng.